# مارینا فوا
مارینا فوا (فرانسوی: Marina Foïs‎؛ زادهٔ ۲۱ ژانویهٔ ۱۹۷۰) بازیگر روس‌تبار اهل فرانسه است. وی از سال ۱۹۸۶ میلادی تاکنون در عرصهٔ سینما، تئاتر و تلویزیون مشغول بازیگری بوده‌است.
از فیلم‌هایی که وی در آنها نقش داشته‌است می‌توان به جانوران، استریکس و اوبلیکس: مأموریت کلئوپاترا، مسابقه و جنایت در برج اشاره کرد. او تدوین چند فیلم‌نامه را نیز در کارنامهٔ خود دارد.